# Japan Cup
Japan Cup er et japansk endagsløb i landevejscykling som arrangeres hvert år i oktober. Løbet er blevet arrangeret siden 1992. Løbet er af UCI klassificeret med 1.Pro og er en del af UCI ProSeries. 

## Vindere
| År   | Vinder               | Toer                    | Treer               |        |
| ---- | -------------------- | ----------------------- | ------------------- | ------ |
| 1992 | Hendrik Redant       | Bart Bowen              | Laurent Madouas     |        |
| 1993 | Claudio Chiappucci   | Beat Zberg              | Dmitry Nelyubin     |        |
| 1994 | Claudio Chiappucci   | Erich Maechler          | Stefano Checchin    |        |
| 1995 | Claudio Chiappucci   | Stefano Zanini          | Mauro Gianetti      |        |
| 1996 | Mauro Gianetti       | Pascal Hervé            | Andrea Peron        |        |
| 1997 | Yoshiyuki Abe        | Andrea Tafi             | Mauro Gianetti      |        |
| 1998 | Fabien De Waele      | Daniele Nardello        | José Luis Rubiera   |        |
| 1999 | Sergio Barbero       | Mirko Celestino         | Sébastien Demarbaix |        |
| 2000 | Massimo Codol        | Gabriele Missaglia      | Marco Serpellini    |        |
| 2001 | Gilberto Simoni      | Cadel Evans             | Christophe Brandt   |        |
| 2002 | Sergio Barbero       | Igor Astarloa           | Fabio Sacchi        |        |
| 2003 | Sergio Barbero       | Patrik Sinkewitz        | Guido Trentin       |        |
| 2004 | Patrik Sinkewitz     | Damiano Cunego          | Manuel Quinziato    |        |
| 2005 | Damiano Cunego       | Francisco Mancebo       | Cristian Moreni     |        |
| 2006 | Riccardo Riccò       | Ruggero Marzoli         | Vladimir Gusev      |        |
| 2007 | Manuele Mori         | Fabian Wegmann          | Francesco Gavazzi   |        |
| 2008 | Damiano Cunego       | Giovanni Visconti       | Ivan Basso          |        |
| 2009 | Chris Anker Sørensen | Daniel Moreno           | Ivan Santaromita    |        |
| 2010 | Daniel Martin        | Peter McDonald          | Yusuke Hatanaka     |        |
| 2011 | Nathan Haas          | Taiji Nishitani         | Junya Sano          |        |
| 2012 | Ivan Basso           | Daniel Martin           | Rafał Majka         |        |
| 2013 | Jack Bauer           | Damiano Cunego          | Julián Arredondo    |        |
| 2014 | Nathan Haas          | Edvald Boasson Hagen    | Grega Bole          |        |
| 2015 | Bauke Mollema        | Diego Ulissi            | Yukiya Arashiro     |        |
| 2016 | Davide Villella      | Christopher Juul-Jensen | Robert Power        |        |
| 2017 | Marco Canola         | Benjamín Prades         | Takeaki Amezawa     |        |
| 2018 | Robert Power         | Antwan Tolhoek          | Matti Breschel      |        |
| 2019 | Bauke Mollema        | Michael Woods           | Dion Smith          |        |
| 2021 | aflyst               | aflyst                  | aflyst              | aflyst |
| 2022 | Neilson Powless      | Andrea Piccolo          | Benjamin Dyball     |        |
| 2023 | Rui Costa            | Felix Engelhardt        | Guillaume Martin    |        |
| 2024 | Neilson Powless      | Ilan Van Wilder         | Matej Mohorič       |        |